# 无芒竹叶草
无芒竹叶草（学名：Oplismenus compositus var. submuticus）为禾本科求米草属下的一个变种。